# Mogtédo
Mogtédo är en ort i Burkina Faso.   Den ligger i provinsen Province du Ganzourgou och regionen Plateau-Central, i den centrala delen av landet, 80 km öster om huvudstaden Ouagadougou. Mogtédo ligger 284 meter över havet och antalet invånare är 15 076.
Terrängen runt Mogtédo är platt. Mogtédo är det största samhället i trakten.
Omgivningarna runt Mogtédo är en mosaik av jordbruksmark och naturlig växtlighet. Runt Mogtédo är det ganska tätbefolkat, med 108 invånare per kvadratkilometer.